# Collegio elettorale di Bagheria (Senato della Repubblica)
Il collegio di Bagheria fu un collegio elettorale uninominale della Repubblica Italiana per l'elezione del Senato della Repubblica. Apparteneva alla circoscrizione Sicilia e fu utilizzato per eleggere un senatore nella XII, XIII e XIV legislatura.
Venne istituito nel 1993 con la cosiddetta Legge Mattarella (Legge n. 276, Norme per l'elezione del Senato della Repubblica), attuata in seguito al referendum abrogativo del 1993. La legge istituì per la Camera dei deputati e per il Senato della Repubblica un sistema di elezione misto, in parte maggioritario e in parte proporzionale. Il 75% dei parlamentari dell'assemblea veniva eletto in collegi uninominali tramite sistema maggioritario a turno unico; il restante 25% al Senato veniva eletto tramite recupero proporzionale dei più votati non eletti attraverso un meccanismo di calcolo denominato "scorporo", cioè sottraendo dal conteggio dei voti totali di una lista nella parte proporzionale i voti ottenuti dai candidati collegati alla medesima lista che erano eletti nei collegi uninominali con il sistema maggioritario.
Il collegio venne abolito insieme a tutti gli altri che costituivano il Senato con la promulgazione della legge elettorale successiva, la cosiddetta Legge Calderoli. Questa prevedeva un sistema proporzionale con premio di maggioranza, che al Senato veniva attribuito a livello regionale.

## Territorio
Il collegio di Bagheria era uno dei 20 collegi uninominali in cui era suddivisa la Sicilia e, come previsto dal D.Lgs. del 20 dicembre 1993 n. 535, era compreso nelle province di Caltanissetta e di Palermo comprendeva i seguenti comuni: Alimena, Aliminusa, Altavilla Milicia, Bagheria, Blufi, Bompietro, Caccamo, Caltavuturo, Campofelice di Roccella, Castelbuono, Casteldaccia, Castellana Sicula, Cefalù, Cerda, Collesano, Ficarazzi, Gangi, Geraci Siculo, Gratteri, Isnello, Lascari, Montemaggiore Belsito, Petralia Soprana, Petralia Sottana, Polizzi Generosa, Pollina, Resuttano, San Mauro Castelverde, Santa Flavia, Sclafani Bagni, Sciara, Scillato, Termini Imerese, Trabia, Valledolmo e Villabate. 

## Eletti
| Elezione | Elezione                 | Senatore          | Partito                    |
| -------- | ------------------------ | ----------------- | -------------------------- |
|          | 1994                     | Antonio Battaglia | Polo del Buon Governo (AN) |
| 1996     | Polo per le Libertà (AN) | Antonio Battaglia |                            |
| 2001     | Casa delle Libertà (AN)  | Antonio Battaglia |                            |

## Dati elettorali

### XII legislatura
|                               | Antonio Battaglia ✔️ Eletto | Polo del Buon Governo       | 52 439  | 44,45 |  |  |  |  |  |
|                               | Michele Figurelli           | Progressisti                | 33 484  | 28,38 |  |  |  |  |  |
|                               | Andrea Zangara              | Patto per l'Italia          | 23 141  | 19,62 |  |  |  |  |  |
|                               | Benedetto Canale            | Partito Socialista Italiano | 4 736   | 4,01  |  |  |  |  |  |
|                               | Nicola Ravidà               | Liberi Forti Uniti          | 3 024   | 2,56  |  |  |  |  |  |
|                               | Vito Crapanzano             | Vespri Siciliani            | 1 144   | 0,97  |  |  |  |  |  |
| Totale                        | Totale                      | Totale                      | 117 968 | 100   |  |  |  |  |  |
|                               |                             |                             |         |       |  |  |  |  |  |
| Voti non validi               | Voti non validi             | Voti non validi             | 20 454  | 14,78 |  |  |  |  |  |
| Votanti                       | Votanti                     | Votanti                     | 138 422 | 76,64 |  |  |  |  |  |
| Elettori                      | Elettori                    | Elettori                    | 180 607 |       |  |  |  |  |  |
|                               |                             |                             |         |       |  |  |  |  |  |
| Data: 27-28 marzo 1994        |                             |                             |         |       |  |  |  |  |  |
| Fonte: Ministero dell'interno |                             |                             |         |       |  |  |  |  |  |

### XIII legislatura
|                               | Antonio Battaglia ✔️ Eletto | Polo per le Libertà                      | 56 716  | 49,56 |  |  |  |  |  |
|                               | Aurelio Angelini            | L'Ulivo                                  | 44 266  | 38,68 |  |  |  |  |  |
|                               | Salvatore Morana            | Movimento Sociale Fiamma Tricolore       | 4 225   | 3,69  |  |  |  |  |  |
|                               | Ernesto Minneci             | Partito Socialista                       | 3 591   | 3,14  |  |  |  |  |  |
|                               | Rosita De Simone            | Noi Siciliani-Fronte Nazionale Siciliano | 2 837   | 2,48  |  |  |  |  |  |
|                               | Giorgio Calì                | Lista Pannella-Sgarbi                    | 2 805   | 2,45  |  |  |  |  |  |
| Totale                        | Totale                      | Totale                                   | 114 440 | 100   |  |  |  |  |  |
|                               |                             |                                          |         |       |  |  |  |  |  |
| Voti non validi               | Voti non validi             | Voti non validi                          | 20 084  | 14,93 |  |  |  |  |  |
| Votanti                       | Votanti                     | Votanti                                  | 134 524 | 72,13 |  |  |  |  |  |
| Elettori                      | Elettori                    | Elettori                                 | 186 495 |       |  |  |  |  |  |
|                               |                             |                                          |         |       |  |  |  |  |  |
| Data: 21 aprile 1996          |                             |                                          |         |       |  |  |  |  |  |
| Fonte: Ministero dell'interno |                             |                                          |         |       |  |  |  |  |  |

### XIV legislatura
|                               | Antonio Battaglia ✔️ Eletto | Casa delle Libertà                   | 63 563  | 49,83 |  |  |  |  |  |
|                               | Francesco Piro              | L'Ulivo                              | 38 163  | 29,92 |  |  |  |  |  |
|                               | Armando Aulicino            | Democrazia Europea                   | 12 765  | 10,01 |  |  |  |  |  |
|                               | Giuseppe Mogavero           | Partito della Rifondazione Comunista | 4 273   | 3,35  |  |  |  |  |  |
|                               | Mario Allegra               | Lista Di Pietro                      | 3 893   | 3,05  |  |  |  |  |  |
|                               | Cosimo Pusateri             | Fronte Nazionale                     | 2 038   | 1,60  |  |  |  |  |  |
|                               | Antonia Santa Caruana Mineo | Lista Pannella-Bonino                | 1 851   | 1,45  |  |  |  |  |  |
|                               | Filippo Morana              | Noi Siciliani                        | 1 023   | 0,80  |  |  |  |  |  |
| Totale                        | Totale                      | Totale                               | 127 569 | 100   |  |  |  |  |  |
|                               |                             |                                      |         |       |  |  |  |  |  |
| Voti non validi               | Voti non validi             | Voti non validi                      | 13 602  | 9,64  |  |  |  |  |  |
| Votanti                       | Votanti                     | Votanti                              | 141 171 | 72,88 |  |  |  |  |  |
| Elettori                      | Elettori                    | Elettori                             | 193 693 |       |  |  |  |  |  |
|                               |                             |                                      |         |       |  |  |  |  |  |
| Data: 13 maggio 2001          |                             |                                      |         |       |  |  |  |  |  |
| Fonte: Ministero dell'interno |                             |                                      |         |       |  |  |  |  |  |